# Festival Internacional de Cinema de Toronto
O Festival Internacional de Cinema de Toronto (em inglês: Toronto International Film Festival) ou TIFF é um festival de cinema que ocorre todo mês de setembro na cidade de Toronto, Canadá desde 1976. O Festival começa oficialmente na Quinta-feira após o Dia do Trabalhador no Canadá e segue durante mais dez dias. O festival de Toronto já exibiu cerca de 400 filmes ao longo de sua existência.

## História
O TIFF foi fundado em 1976 sob o título de Festival of Festivals (Festival dos Festivais) e premiava os melhores filmes já exibidos em outros festivais. O Festiva de Toronto era mantido por investimentos de cineastas e empresários e acabou por se tornar uma ferramenta de marketing de Hollywood.
O TIFF já premiou e exibiu vários filmes, dentre eles: Chariots of Fire (br: Carruagens de Fogo), The Big Chill (br: O Reencontro / pt: Os Amigos de Alex), Husbands and Wives (br: Maridos e Esposas) e American Beauty (Beleza Americana).